# Pilaria hypermeca
Pilaria hypermeca is een tweevleugelige uit de familie steltmuggen (Limoniidae). De soort komt voor in het Palearctisch gebied.